# Li Shaojun
Li Shaojun (李少君S, Lǐ ShǎojūnP, Li Hsiao-chünW, lett. "Li il giovane signore"; fl. II secolo a.C.) era un fangshi (maestro dell'esoterismo), ritenuto uno xian (immortale), servitore dell'imperatore Han Wudi (r. 141–87 a.C.) e il primo alchimista cinese conosciuto. 
Nella storia antica del Waidan cinese (Alchimia Esterna), Li è l'unico fangshi documentato da fonti sia storiche (es. Shiji ) sia alchemiche (es. Baopuzi).

## NelloShiji

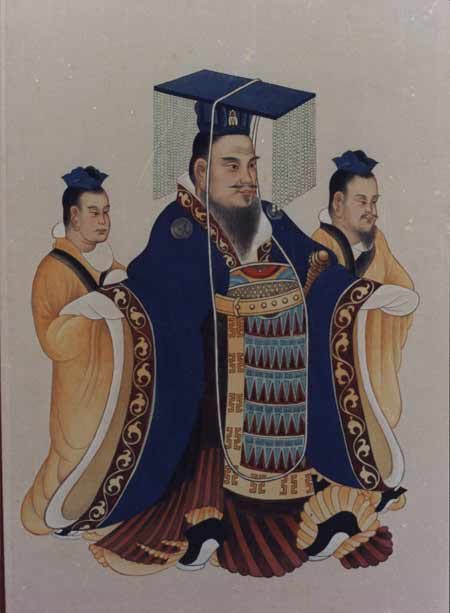
L'imperatore Han Wudi (r. 141–87 a.C.), patrono di Li Shaojun.
Ossessionato quanto Qin Shi Huang dal sogno dell'immortalità, l'imperatore Han Wudi radunò a corte così tanti fangshi che affermavano di potergli produrre l'elisir di lunga vita «che praticamente chiunque avesse una plausibile "tradizione segreta" si precipitò a corte per riscuotere la sua ricompensa.»

Le prime testimonianze su Li Shaojun furono scritte durante il regno del suo patrono, l'imperatore Han Wudi (r. 141–87 a.C.): Le celebri 史記T, ShǐjìP, lett. "Memorie storiche/di uno storico" di Sima Tan e Sima Qian (145–86 a.C.), datato al 94 a.C., che trova similitudini nel capitolo 6 degli Annali dell'imperatore Wu e nel capitolo 28 del Trattato sui sacrifici Feng e Shan (trad. in Watson 1961, pp. 3-52). Inoltre, il 漢書T, 汉书S, HànshūP, Ch'ien Han ShuW, lett. "Libro degli Han", cronaca ufficiale della dinastia e parte dei classici della storiografia imperiale cinese, nel 25A, ha una versione «strettamente parallela».
Lo Shiji introduce la figura di Li Shaojun nel dibattito di corte sui rituali di stato 封T, FengP e 禪T, ShanP al monte Tai che l'imperatore Han Wudi doveva eseguire i in onore del Cielo e della Terra. La corte era divisa in due fazioni: i fangshi sostenevano che Wu avrebbe dovuto emulare l'Imperatore Giallo, la loro divinità principale, che otteneva l'immortalità attraverso l'esecuzione dei rituali, mentre i funzionari confuciani di corte, come Dong Zhongshu (179–104 a.C.), suggerivano che l'imperatore esprimesse gratitudine solo al Cielo e alla Terra.
La narrazione su Li Shaojun inizia con le sue origini intenzionalmente oscure e la sua presentazione all'imperatore Wu, al quale consiglia le pratiche taoiste del 祠灶T, CizaoP, lett. "Sacrificio alla fornace/stufa" e 穀道T, GudaoP, lett. "Via di [evitare] i cereali" (alias 辟穀T, BiguP, lett. "Astensione dai cereali") come metodi per raggiungere la longevità/immortalità. Li non nomina quali divinità della fornace adorare ma il dio della stufa Zaoshen è tradizionalmente associato sia all'alchimia sia al bigu, nella logica cinese crudo/cotto, poiché i chicchi di cereali venivano cotti sul fornello.
(Shiji, Trad. in Watson 1961, p. 25)
Confrontate le traduzioni alternative di «arte di fare offerte allo (spirito della) Fornace (cioè portare avanti pratiche alchemiche), e sapeva come vivere senza (mangiare) cereali e senza invecchiare» (trad. in Needham et al. 1976, p. 29), e «metodo di adorare il forno e di astenersi dai cereali per prevenire la vecchiaia» (trad. in Despeux 2008, p. 233). Burton Watson, come la maggior parte dei traduttori, rende Shi Wu (使物) come «farsi servire dagli spiriti/comandare gli spiriti» interpretando 物T, WuP, lett. "Cosa, materia, fenomeno" come 鬼物T, GuiwuP, lett. "Fantasmi; spiriti; esseri divini"; Joseph Needham traduce invece «usare sostanze naturali per realizzare la giovinezza perpetua», interpretando Wu come 藥物T, Yao WuP, lett. "Sostanza chimica; medicina; droga".

Poiché Li ha intenzionalmente mantenuto segreti luogo di nascita ed età, poco è certo della sua vita. Il suo nome stesso è uno pseudonimo: Li il giovane signore. Li (李, prugna) è un cognome cinese molto comune e Signore giovanileT, Shao JunS, 少君P è un nome di cortesia, usato anche da Dou Shaojun, i.e. Dou Guangguo (morto nel 151 a.C.), il fratello minore dell'imperatrice Dou. Il contesto Shiji continua con due storie "auto-autenticanti" su Li Shaojun in grado di ricordare incidenti del lontano passato. Il primo lo descrive a una festa data dal fratellastro dell'imperatrice Wang Zhi, Tian Fen (田蚡, morto nel 131 a.C.), che fu infeudato come marchese di Wu'an nel 141 a.C.
(Shiji, Trad. in Watson 1961, p. 25)
Quest'ultima storia narra come Li riconobbe un bronzo rituale appartenuto al duca Huan di Qi (r. 685–643 a.C.).
(Shiji, Trad. in Watson 1961, pp. 25-26)
L'imperatore Han Wudi era convinto che Li Shaojun potesse prevenire l'insorgere della vecchiaia e raggiungere l'immortalità.

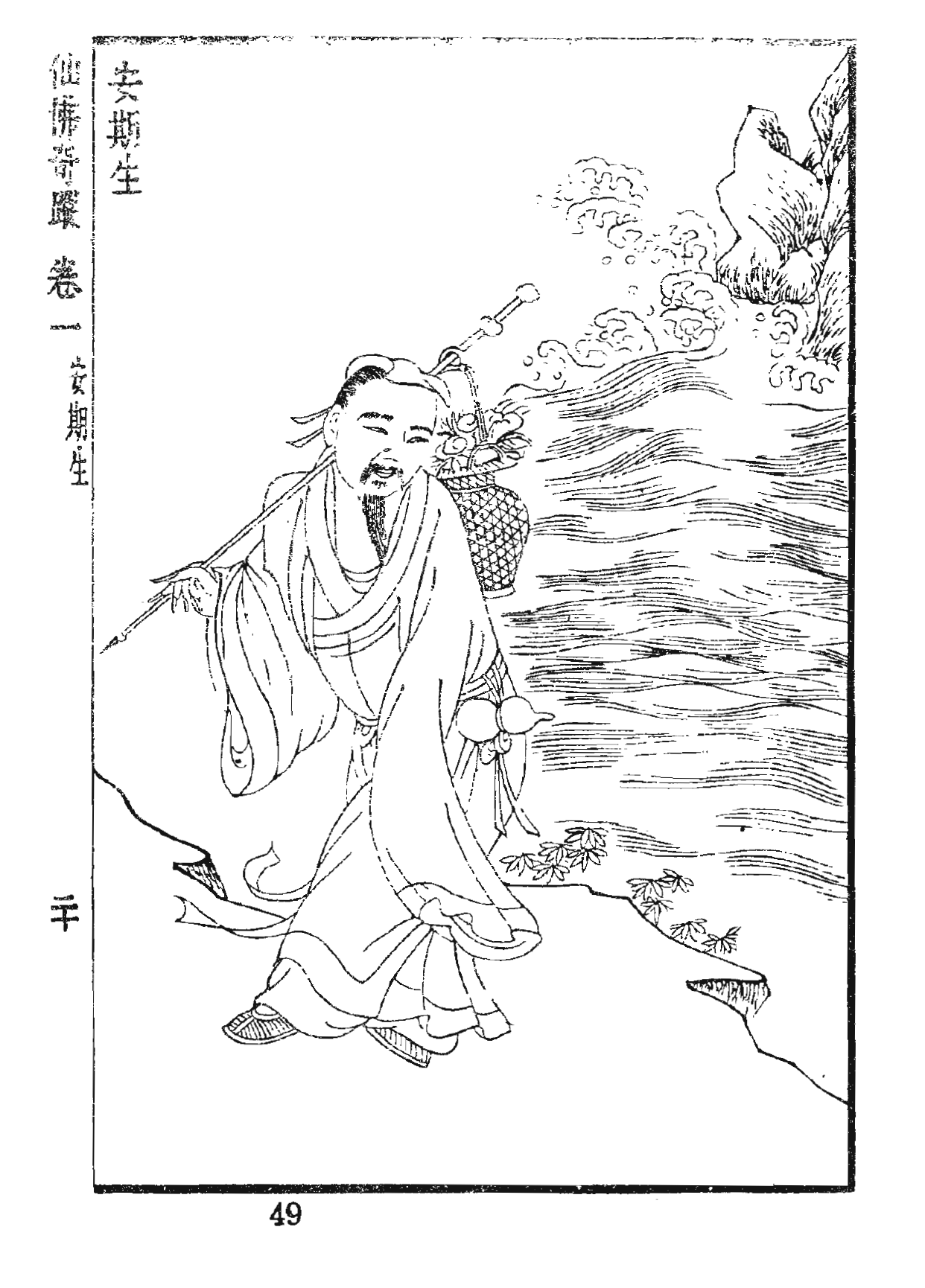
L'immortale Anqi Sheng, figura ricorrente nei resoconti su Li Shaojun - ill. in

Successivamente, lo Shiji racconta che l'imperatore intraprese un contorto progetto alchemico a lungo termine con Li per raggiungere l'immortalità attraverso lo stesso metodo dell'Imperatore Giallo. Il processo alchemico iniziava con il cizao (sacrificare alla fornace) per evocare wu (物, cosa; materia; fenomeno), interpretato ancora come guiwu (鬼物, fantasmi; spiriti; esseri divini), che avrebbe trasmutato il cinabro in oro il cui uso avrebbe gradualmente prolungato la vita dell'imperatore abbastanza a lungo da incontrare gli spiriti/semidéi xian (zh. 仙人T, XiānP, 'HsienW, lett. "Immortalità/Trascendenza") del Monte Penglai e imparare così a eseguire correttamente le cerimonie feng e shan. Li Shaojun autentica il piano descrivendo il suo incontro con il leggendario immortale Anqi Sheng al Penglai. Needham interpreta letteralmente wu come sostanze o fenomeni naturali e non esseri spirituali, e traduce zhiwu (致物) come «le sostanze naturali possono essere causate per cambiare» o «i fenomeni naturali possono essere fatti accadere».
(Shiji, Trad. in Watson 1961, p. 26.)
L'affermazione che il Maestro Anqi a volte si nasconde, «realizza quattro cose contemporaneamente: conferma lo status elevato di Li, poiché la chiara implicazione è che Li è stato ritenuto degno di approccio da Anqi; descrive come un accesso limitato alle fonti di tale metodi come prescrive Li; stabilisce un precedente per il rifiuto dell'esoterismo da parte dell'adepto contemporaneo agli indegni; e agisce come una garanzia per evitare che l'imperatore pratichi il metodo senza successo.»
Il metodo di Li Shaojun mostra che i rituali erano associati all'alchimia cinese sin dai suoi primi inizi documentati. Allo stesso modo, la tradizione taoista Taiqing (zh. 太清T, lett. "Grande Chiarezza") evocava divinità e altri esseri soprannaturali mentre preparava elisir. Tuttavia, in contrasto con le pratiche successive di Waidan, l'Alchimia Esterna. L'oro alchemico di Li non garantiva l'immortalità ma solo la longevità e la sua tecnica non prevedeva di ingerirlo ma di farne piatti e tazze. Quest'uso insolito dell'oro alchemico è stato menzionato in testi come il Jinye jing (金液經, Scrittura del Fluido Aureo). Quest'episodio è il primo esempio di mecenatismo imperiale delle pratiche waidan che continuò durante le Sei Dinastie (220–589) e raggiunse il suo apice sotto la dinastia Tang (618–907).
Lo Shiji c'informa poi della morte segnalata di Li Shaojun o forse della sua fuga simulata con lo shijie dal cadavere, e le conseguenze:
(Shiji, Trad. in Watson 1961, p. 26.)
Questo passaggio dello Shiji sull'imperatore Han Wudi e Li Shaojun, il primo documento storicamente affidabile, è «sorprendentemente denso, in relazione al waidan con la mitologia, l'agiografia, i rituali e persino le cerimonie di stato.» Non è chiaro se il metodo elaborato di Li rappresentasse una tradizione lunga ma non documentata antecedente o semplicemente il suo tentativo di scegliere quante più caratteristiche possibili che catturassero l'interesse dell'imperatore e di combinarle in una «ricetta alchemica» segreta.

## NelLunheng
Il filosofo e autore scettico Wang Chong nel suo 論衡T, 论衡S, Lun HengP, lett. "Discorsi equilibrati" del 80 d.C. menziona ripetutamente Li Shaojun nel capitolo 道虛T, Dao XuP, lett. "False verità taoiste" per dimostrare che seppur alcuni individui ebberouna vita molto lunga, nessuno divenne mai uno xian. La narrazione di Wang segue generalmente la biografia di Li Shaojun dello Shiji ma aggiunge alcune ragioni per dubitare della veridicità delle sue pratiche ed asserzioni.
L'incontro di Li con l'imperatore Han Wudi ha un vocabolario diverso da quello Shiji: es. in cizao (sacrificio alla fornace/stufa), zao (灶) è scritto con il carattere variante zao (竈); usa il nome comune bigu invece di gudao; ecc.
(Lunheng, Trad. in Forke 1907, pp. 343-344.)
Il Lunheng apporta alcune piccole modifiche alle due storie che suggeriscono la vita ultracentenaria di Li Shaojun. Anzitutto, quando Li incontra il novantenne alla festa del marchese di Wu'an, invece di «Il vecchio infatti, quando era bambino, accompagnava suo nonno e ricordava di aver visitato il luogo menzionato da Li Shaojun» (Shiji, trad. in Watson 1961, p. 25), si legge: «Li Shao Chün gli indicava i luoghi frequentati da suo nonno, durante le riprese. Il vecchio li conosceva, avendoli visitati da bambino insieme a suo padre.» (Lunheng, trad. in Fork 1907, p. 344). In secondo luogo, quando Li riconosce l'antico vaso di bronzo, il Lunheng lo data al «quindicesimo anno» (671 a.C.) invece che al «decimo anno» (676) del regno del duca Huan di Qi.
Ancora più significativo, il Lunheng omette sia l'intero passaggio sulla proposta in più parti di Li Shaojun all'imperatore di raggiungere l'immortalità, sia i dubbi dell'imperatore che Li sia effettivamente morto. La storia del Duca Huan conclude: «L'intera Corte fu sorpresa e pensò che Li Shao Chün avesse diverse centinaia di anni. Dopo molto tempo morì di malattia.» (Lunheng, trad. in Fork 1907, p. 344). Wang Chong aggiunge alcune ragioni per dubitare che Li abbia evitato la morte attraverso la sostituzione del cadavere (zh. shijie).
(Lunheng, Trad. in Forke 1907, p. 344.)
Infine, Wang Chong fornisce tre ragioni per dubitare della narrazione del Shiji su Li Shaojun.
(Lunheng, Trad. in Forke 1907, pp. 345-346.)

## Nelle opere di Ge Hong

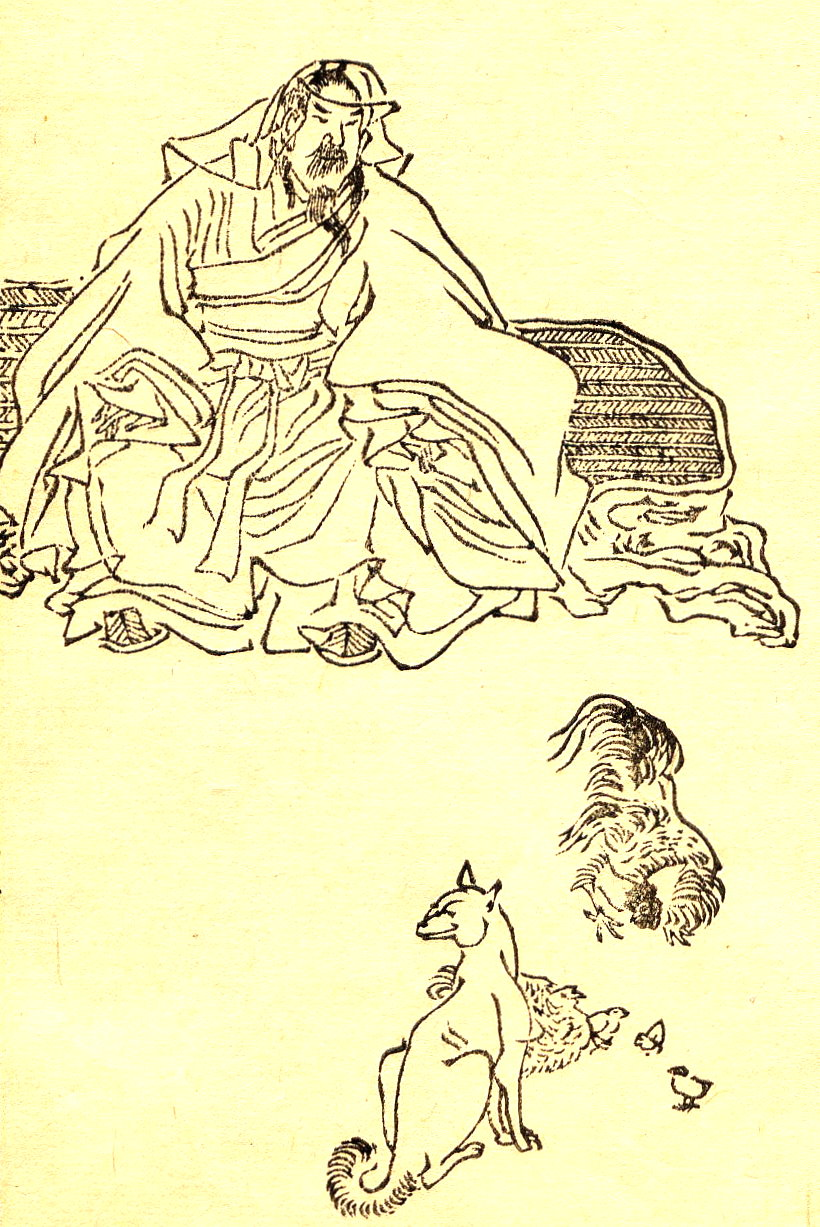
L'alchimista Ge Hong - ill. del XX secolo.

Lo studioso taoista Ge Hong (283–343), nel suo 抱樸子T, 抱朴子S, BaopuziP, [Libro del] Maestro [che] abbraccia la semplicitàW, datato all'anno 320 d.C., menziona Li Shaojun in tre passaggi dei capitoli interni. Quello più lungo racconta la sua biografia in modo diverso rispetto allo Shiji e due più brevi lo menzionano contestualmente ad un altro fangshi, 欒大T, Luan DaP (morto nel 112 a.C.), che promise l'immortalità all'imperatore Han Wudi ma fu giustiziato dopo aver mancato nel compito.
La biografia di Li Shaojun nel Baopuzi cita due fonti storiche della dinastia Han che non esistono più, aggiunge che la povertà di Li era la ragione per cui andò dall'imperatore ed arricchisce l'agiografia del personaggio con un sogno di Han Wudi che avrebbe predetto la morte di Li. Ge Hong elenca anche tre livelli di trascendenti xian e conclude che Li deve aver usato lo shijie più basso, la c.d. «liberazione per mezzo di un cadavere simulato», perché la sua bara riesumata risultò non contenere un cadavere:
(Baopuzi, Trad. in Campany 2002, p. 227 e Ware 1966, p. 47 "Genii liberati dal cadavere")
Le informazioni soprariportate di Ge Hong deriverebbero quindi da documenti in possesso del funzionario confuciano Dong Zhongshu, contemporaneo di Li Shaojun, cui abbiamo accennato nell'analisi dei dati sull'alchimista provenienti dallo Shiji e i cui rapporti con il nostro fangshi furono ulteriormente approfonditi da Ge Hong nel suo Shenxian zhuan (v.si seguito).
Circa la menzione nel Baopuzi di Li Shaojun insieme a Luan Da (scritto erroneamente 欒太T, Luan TaiP), la prima riporta che: «La ragione per cui le persone del mondo non credono che la trascendenza possa essere praticata e non concedono che la durata della vita assegnata a qualcuno possa essere allungata è nientemeno che il Primo Imperatore di Qin e l'Imperatore Han Wudi lo cercarono senza risultati e che Li Shaojun e Luan Tai [Dai] lo praticarono in modo inefficace (為之無驗).» La seconda riguarda Gu Qiang (古強), contemporaneo di Ge Hong, un guaritore ciarlatano che affermava di essere un xian di 4.000 anni, «si dice che la ricchezza accumulata dal recente e fraudolento praticante Gu Qiang non sia inferiore a quella riversata dall'imperatore Han su Luan Da e Li Shaojun.»

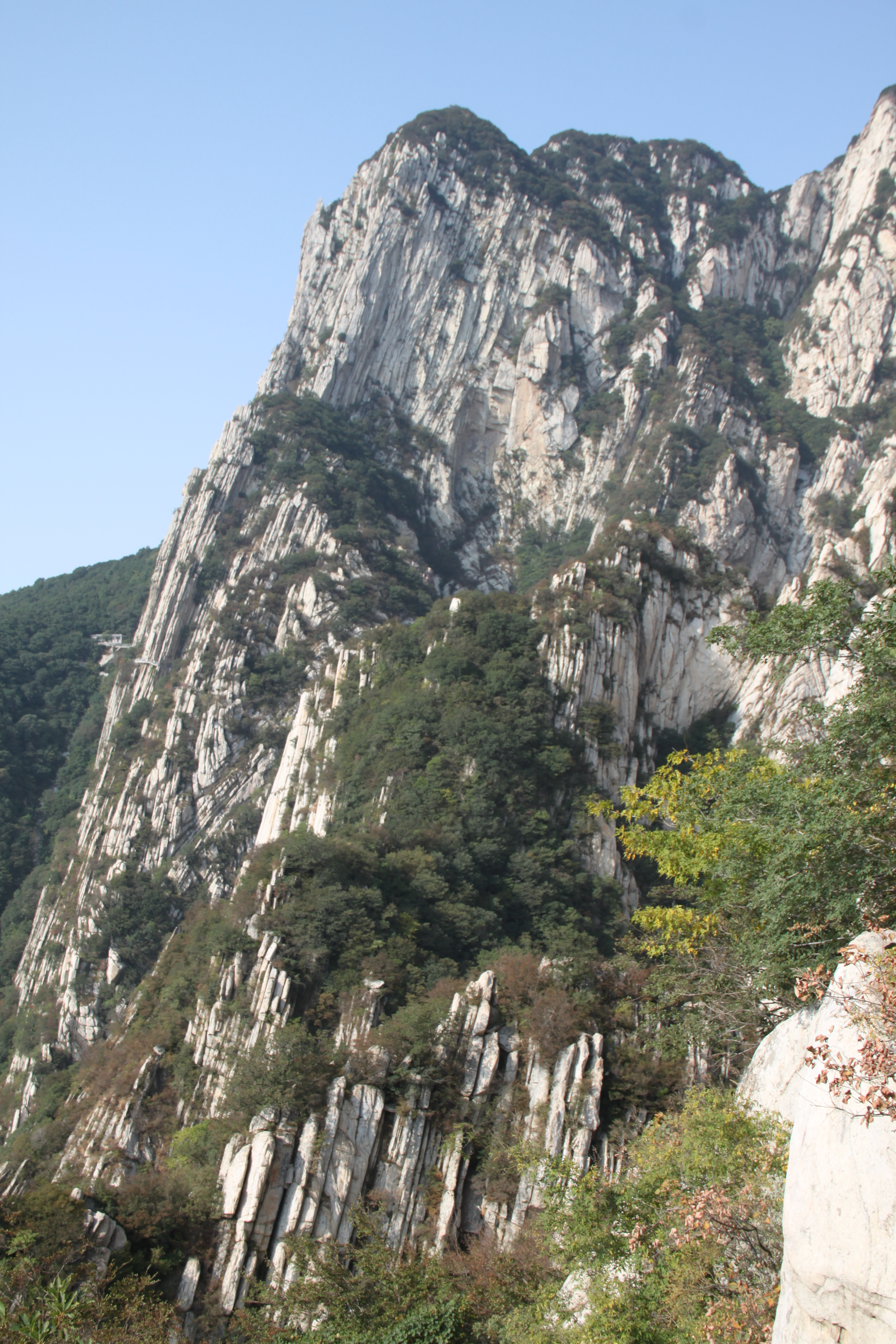
Il (m. 1.500), nel Henan, sulla riva meridionale del Fiume Giallo, una delle cinque montagne sacre del Taoismo.

Oltre al Baopuzi, Ge Hong compilò, intorno all'anno 318, lo Shenxian ZhuanP, lett. "Biografie dei Trascendenti Divini" che fornisce un'agiografia altamente dettagliata di Li Shaojun, da Campany classificata nel "Gruppo A", il cui contenuto più antico è attestato a prima del 500 d.C. La narrazione dello Shenxian inizia con Li che incontra l'imperatore Han Wudi, aggiungendo informazioni sul suo nome di cortesia, "Ala delle Nuvole", e sul suo luogo di nascita, lo stato di Qi. Mentre lo Shiji menziona Li Shaojun che incontra Anqi Sheng, lo Shenxian Zhuan aggiunge che Anqi avrebbe rivelato a Li niente meno che la formula dell'elisir dell'immortalità:
(Shenxianzhuan, Trad. in Campany 2002, p. 222)
Lo Shenxian Zhuan riassume così le due storie su Li che ricorda eventi storici e descrive anche il suo aspetto giovanile:
(Shenxianzhuan, Trad. in Campany 2002, p. 222)
Ge Hong aggiunge l'elemento dell'inganno alla narrazione. Avendo ottenuto il patrocinio imperiale per acquistare i costosi ingredienti alchemici, Li preparò per sé l'elisir dell'immortalità, finse di ammalarsi ed eseguì lo  shijie per sfuggire non solo alla morte ma anche al suo esigente protettore:
(Shenxianzhuan, Trad. in Campany 2002, p. 223)

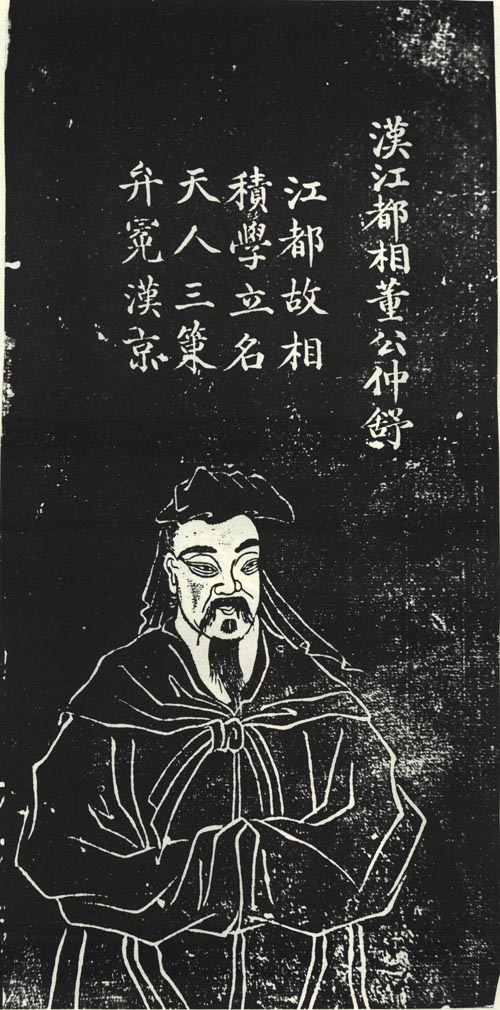
Il filosofo cinese Dong Zhongshu, amico di Li Shaojun secondo le testimonianze di Ge Hong - ill. del XIX secolo.

Quest'agiografia fornisce un lungo resoconto, forse inventato da Ge Hong stesso, di Li Shaojun che preparava un elisir alchemico waidan per il suo amico gravemente malato Dong Zhongshu che «spesso si faceva beffe delle persone che ingerivano droghe e praticavano il Tao.» Li combinò il Sigillo di Salomone con diversi ingredienti non identificabili e «li cucinò in un recipiente di bronzo durante i primi dieci giorni del decimo mese; i giovani ragazzi che si erano lavati e purificati regolavano il calore della fiamma di cottura.» Quando la medicina fosse stata completamente trasmutata, l'ingestione di una «dose avrebbe fatto sì che il proprio corpo diventasse leggero; tre dosi avrebbero causato la caduta dei denti [vecchi] e la crescita di nuovi; cinque dosi complete avrebbero fatto sì che la durata della vita assegnata non s'interrompesse mai.» Diversi mesi dopo, quando la malattia di Dong peggiorò, si convinse a prendere la medicina di Li Shaojun. Inizialmente assunse meno di metà dose e «il suo corpo è diventato leggero e forte, e la sua malattia è stata improvvisamente guarita.» Dopo aver preso una dose intera, «il suo respiro e la sua forza erano quelli di quando era giovane. Solo ora credeva che esistesse una via che conduce alla lunga vita e all'immortalità.» Questa esperienza convinse Dong Zhongshu a dimettersi dalla corte imperiale e a trascorrere il resto della sua vita all'infruttuosa ricerca d'un maestro taoista che potesse riprodurre l'elisir dell'immortalità di Li. Rimase in buona salute fino alla sua morte, avvenuta a più di ottant'anni. Sul letto di morte, Dong disse a suo figlio:
(Shenxianzhuan, Trad. in Campany 2002, p. 224)
Campany nota l'assenza di prove indipendenti che Dong Zhongshu sia mai diventato un credente nelle tecniche di trascendenza taoista, sebbene il Baopuzi citi, come abbiamo visto, un testo intitolato Documenti [di famiglia] di Li Shaojun identificandone Dong Zhongshu quale autore.
Sebbene non attestate prima della dinastia Tang, le successive edizioni dello Shenxian zhuan dell'agiografia di Li Xiaojun aggiungono una narrazione sul suo discepolo, 李少翁T, Li ShaowengP, lett. "Li il giovane vecchio", che come il maestro fa perdere le proprie tracce tramite uno shijie, questa volta non un cadavere vero e proprio ma un simulacro realizzato con canne di bambù. Entrambi inscenano la loro morte in tempo per evitare di essere costretti a rivelare pienamente le loro capacità esoteriche. Nella tradizione successiva, Li Shaojun e Li Shaoweng sono spesso confusi o addirittura fusi.
Lo Shiji non menziona che Li Shaoweng fosse uno studente di Li Xiaojun ma c'informa che l'imperatore Han Wudi concesse il titolo Wencheng jiangjunP, lett. "Generale del conseguimento civile" al negromante Li Shaoweng che eseguì il rituale 招魂T, Zhao HunP, lett. "Evoca Anima/Unno" per la concubina imperiale Wu Li (李氏, morta nel 150 a.C.). Col passare del tempo, le arti magiche di Li Shaoweng divennero sempre meno efficaci, e tentò di ingannare l'imperatore facendo mangiare a un bue un messaggio scritto su un pezzo di seta, e poi annunciando: «Sembra che ci sia qualche strano oggetto nella pancia di questo bue!» Il bue fu ucciso e squarciato, rivelando parole «estremamente strane» scritte sulla seta, tuttavia, l'imperatore riconobbe la calligrafia di Li e lo fece giustiziare segretamente nel 119 a.C.:
(Trad. in Campany 2002, p. 225)

## Testi posteriori
Numerosi altri testi taoisti ripetono e ampliano le narrazioni su Li Shaojun ma questa tradizione successiva non è sempre lusinghiera. Ad esempio, il commento al classico della scuola Taiqing del VII secolo 九丹經T, Jiudan jingP, lett. "Scrittura dei Nove Elisir" si riferisce al metodo di Li, dicendo che l'oro dei recipienti usati per mangiare e bere «offre longevità poiché lentamente satura lo stomaco, permeando il sistema di trasmutazione del cibo in essenze nutritive.» Tuttavia, il commento incolpa anche Li Shaojun perché il suo operato e ha dato più importanza alle offerte cizao alla divinità della fornace, descritta come 左道T, Zu DàoP, lett. "Vie della sinistra; Dottrina eterodossa; Magia" ma non affrontava i metodi waidan ortodossi delle più alte divinità Taiqing quali il Grande Taiyi e l'Imperatore Giallo.

### Esplicative
1. ↑  Un altro fangshi del II secolo a.C. che verrà approfondito nel seguito per i suoi legami con Li Shaojun si chiamava invece 李少翁T, Li ShaowengP, lett. "Li il giovane vecchio" - v.si Campany 2002, p. 225.

### Bibliografiche
1. ↑  Nell'onomastica cinese il cognome precede il nome. "Li" è il cognome.
2. ↑  DeWoskin 1983, p. 378.
3. 1 2  Campany 2006, p. 325.
4. 1 2  Pregadio 2006, p. 30.
5. 1 2  Needham et al. 1976, p. 29.
6. ↑  Campany 2009, p. 117.
7. ↑  Campany 2002, p. 225.
8. ↑  Campany 2009, p. 146.
9. ↑  Loewe 2000, p. 227.
10. ↑  Pregadio 2006, pp. 29-30.
11. 1 2  Pregadio 2006, p. 32.
12. ↑  Pregadio 2008, p. 643.
13. ↑  Pregadio 2006, p. 31.
14. ↑  Baopuzi, Trad. in Campany 2002, p. 227 e Ware 1966, p. 42
15. ↑  Baopuzi, Trad. in Campany 2002, p. 227 e Ware 1966, p. 321
16. 1 2 3 4  Campany 2002, p. 226.
17. ↑  Shiji, trad. in Watson 1961, p. 28.
18. ↑  Pregadio 2008, pp. 643-644.

### Fonti
- (ZH) Sima Tan e Sima Qian, 史記T, Shǐ JìP, lett. "Memorie storiche/di uno storico", 二十四史S, Èrshísì ShǐP, lett. "Ventiquattro Storie", 94 a.C.  ed. (EN) Records of the Grand Historian of China, traduzione di Burton Watson, 2 v., Columbia University Press, 1961.
- (ZH) Wang Chong, 論衡T, 论衡S, Lun HengP, lett. "Discorsi equilibrati", 80 d.C. ed. (EN) Lun-hêng, Part 1, Philosophical Essays of Wang Ch'ung, traduzione di Alfred Forke, Harrassowitz, 1907.
- (ZH) Ban Biao, Ban Gu e Ban Zhao, 漢書T, 汉书S, HànshūP, Ch'ien Han ShuW, lett. "Libro degli Han", 二十四史S, Èrshísì ShǐP, lett. "Ventiquattro Storie", 111 d.C.
- (ZH) Ge Hong, 抱樸子T, 抱朴子S, BaopuziP, [Libro del] Maestro [che] abbraccia la semplicitàW, c. 320 d.C.

### Studi
- (EN) T.H. Barrett, Li Shaojun, in Lindsay Jones (a cura di), The Encyclopedia of Religion, vol. 8, Macmillan, 2005,  pp. 5465-5466.
- (EN) Robert F. Campany, To Live as Long as Heaven and Earth: A Translation and Study of Ge Hong's Traditions of Divine Transcendents, University of California Press, 2002.
- (EN) Robert F. Campany, Secrecy and Display in the Quest for Transcendence in China, in History of Religions, vol. 45, n. 4, University of Chicago Press, 2006,  pp. 291-336.
- (EN) Robert Ford Campany, Making Transcendents: Ascetics and Social Memory in Early Medieval China, University of Hawaii Press, 2009.
- (EN) Doctors, Diviners, and Magicians of Ancient China: Biographies of Frang-shih, traduzione di Kenneth J. DeWoskin, Columbia University Press, 1983.
- (EN) Michael Loewe, Li Shaojun 李少君, in A Biographical Dictionary of the Qin, Former Han and Xin Periods (221 BC - AD 24), Brill, 2000.
- (EN) Joseph Needham [et al.], Science and Civilisation in China, 5: Chemistry and Chemical Technology. Part 3, Spagyrical Discovery and Inventions: historical survey, from Cinnabar Elixirs to Synthetic Insulin, Cambridge University Press, 1976, ISBN 9780521210287.
- (EN) Fabrizio Pregadio, Great Clarity: Daoism and Alchemy in Early Medieval China, Stanford University Press, 2006.
- (EN) Fabrizio Pregadio, Li Shaojun 李少君, fl. ca. 133 BCE, in Fabrizio Pregadio (a cura di), The Encyclopedia of Taoism, Routledge, 2008,  pp. 643-644.
- (EN) Thomas E. Smith, Ritual and the Shaping of Narrative: The Legend of the Han Emperor Wu, [TESI], University of Michigan, 1992.